# Андома

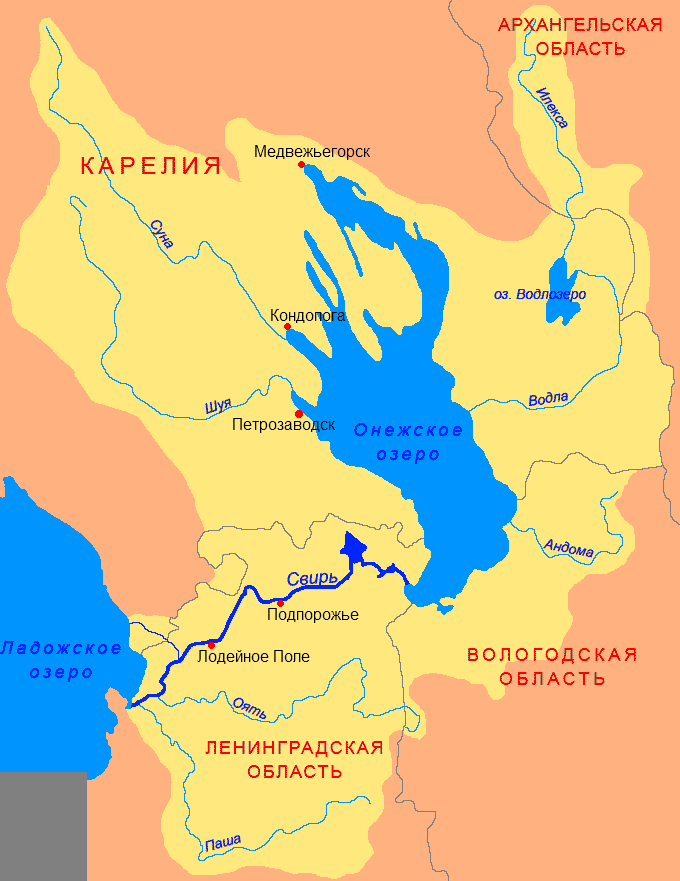
Басейн Онезького озера

Андо́ма — річка в Росії, в Вологодській області. Довжина 156 км, площа басейну 2 570 км². Бере початок на Андомській височині, тече по горбистій низовині, впадає в Онезьке озеро. Середні витрати біля села Тьоркіно 16,7 м³/с. Льодостав з листопаду по квітень.
В басейні річки 390 озер загальною площею 37,6 км². Сплавна. В нижній течії судноплавна.